# Lenisa wiltshirei
Lenisa wiltshirei är en fjärilsart som beskrevs av Hanan Bytinski-Salz 1936. Lenisa wiltshirei ingår i släktet Lenisa och familjen nattflyn, Noctuidae. Inga underarter finns listade i Catalogue of Life.